# Ласля (комуна)
Ласля (рум. Laslea) — комуна у повіті Сібіу в Румунії. До складу комуни входять такі села (дані про населення за 2002 рік):
- Ласля (1456 осіб) — адміністративний центр комуни
- Мелинкрав (1027 осіб)
- Ноу-Сесеск (378 осіб)
- Роандола (215 осіб)
- Флорешть (127 осіб)

Комуна розташована на відстані 226 км на північний захід від Бухареста, 61 км на північний схід від Сібіу, 102 км на південний схід від Клуж-Напоки, 95 км на північний захід від Брашова.

## Населення
За даними перепису населення 2002 року у комуні проживали 3203 особи.
Національний склад населення комуни:
| Національність   | Кількість осіб | Відсоток |
| ---------------- | -------------- | -------- |
| румуни           | 2081           | 65,0%    |
| цигани           | 765            | 23,9%    |
| німці            | 312            | 9,7%     |
| угорці           | 42             | 1,3%     |
| українці         | 1              | < 0,1%   |
| росіяни-липовани | 1              | < 0,1%   |
| чанго            | 1              | < 0,1%   |

Рідною мовою назвали:
| Мова       | Кількість осіб | Відсоток |
| ---------- | -------------- | -------- |
| румунська  | 2863           | 89,4%    |
| німецька   | 300            | 9,4%     |
| угорська   | 20             | 0,6%     |
| циганська  | 19             | 0,6%     |
| українська | 1              | < 0,1%   |

Склад населення комуни за віросповіданням:
| Релігія                                       | Кількість осіб | Відсоток |
| --------------------------------------------- | -------------- | -------- |
| православні                                   | 2441           | 76,2%    |
| п'ятдесятники                                 | 230            | 7,2%     |
| лютерани (Синодально-пресвітеріанська церква) | 183            | 5,7%     |
| адвентисти                                    | 168            | 5,2%     |
| лютерани (Аугсбурзького сповідання)           | 82             | 2,6%     |
| баптисти                                      | 37             | 1,2%     |
| бретрени                                      | 21             | 0,7%     |
| реформати                                     | 13             | 0,4%     |
| лютерани                                      | 13             | 0,4%     |
| римо-католики                                 | 7              | 0,2%     |
| греко-католики                                | 5              | 0,2%     |
| юдеї                                          | 1              | < 0,1%   |
| не релігійні                                  | 1              | < 0,1%   |
| не вказали релігію                            | 1              | < 0,1%   |